# Lijst van torero's
Deze pagina bevat een lijst van bekende torero's:

## Achttiende eeuw
- Costillares (1743-1800)
- Pepe-Hillo (1754-1801)
- Pedro Romero (1754-1839)
- Perucho (??-1801)

## Negentiende eeuw
- Paquiro (1805-1851)
- El Lavi (1811-1858)
- Cúchares (1818-1868)
- Chicorro (1839-1911)
- Lagartijo (1841-1900)
- Manuel Hermosilla y Llanera (1847-1918)
- Cara-Ancha (1848-1925)
- El Marinero (1857-1910)
- Guerrita (1862-1941)
- Pepete (1867-1899)
- El Jerezano (1868-1912)

## Twintigste eeuw
- Paco de Oro (??-1910)
- Antonio Montes Vico (1876-1907)
- Cocherito de Bilbao (1876-1928)
- Machaquito (1880-1955)
- Rafael el Gallo (1882-1960)
- Ignacio Sánchez Mejías (1891-1934)
- Juan Belmonte (1892-1962)
- José Gómez (1895-1920)
- Juan Luis de la Rosa (1901-1938)
- Cayetano Ordóñez (1904-1961)
- Venturita (1916-1974)
- Manolete (1917-1947)
- Rafael Ortega Domínguez (1921)
- Luis Miguel Dominguín (1926-1996)
- Antoñete (1932-2011)
- Antonio Ordóñez (1932-1998)
- Curro Romero (1933)
- Mondeño (1934)
- Manuel Benítez Pérez bijgenaamd El Cordobés (1936)
- José Martínez Ahumada (1936)
- Emilio Oliva Fornell (1938)
- Jerezano (1942)
- Palomo Linares (1947)
- Francisco Rivera (1948-1984)
- Francisco Ruiz Miguel (1949)
- José Luis Parada (1950)
- Manili (1952)
- José Luis Galloso (1953)
- Paco Ojeda (1955)
- El Mangui (1960)
- Emilio Oliva Varó (1963)
- José Miguel Arroyo Delgado (1970)
- Enrique Ponce (1971)
- Cristina Sánchez (1972) (torera)
- Álvaro Montes (1982)